# Bioprinter
Ein Bioprinter (Biodrucker, selten: organischer Drucker) ist eine spezielle Form eines 3D-Druckers, welcher computergesteuert mit Techniken des Tissue Engineering regelmäßige Strukturen (sogenannte Bioarrays) oder Gewebe aus zuvor gezüchteten einzelnen Zellen herstellen soll. Das Verfahren wird im Allgemeinen mit „Bioprinting“ bezeichnet. Derzeit können Gewebemodelle und einfache Gewebe wie Knorpel erstmals hergestellt werden. Später soll die Technik es ermöglichen, ganze Organe herzustellen. Bioprinter könnten in der Medizin (spezifische Gewebe), in der synthetischen Biologie (künstliche Lebensformen) und in der Lebensmittelindustrie (künstliches Fleisch) zum Einsatz kommen. Bioprinter sind hauptsächlich in der Forschung zu finden und befinden sich größtenteils vor dem Eintritt in klinische Phasen. Bisherige Pläne für kommerziell hergestellte Organe durch Firmen wie Organovo scheiterten an den Erwartungen. Dennoch gibt es verschiedenste Einsatzpläne für die Bioprinter, wobei zunächst einfache Strukturen wie Knorpel oder komplexere Gewebe für künstliche Blutgefäße in der Gefäßchirurgie erzeugt werden sollen. In der Lebensmittelindustrie sollen mit Bioprintern Ersatzprodukte für tierisches Fleisch aus echten, tierischen Zellen entstehen, um die industrielle Tierhaltung einzudämmen.

## Funktionsweise
Bioprinter können mehrere Fertigungstechnologien in einer Maschine vereinen. Dazu zählen extrusionsbasierte Verfahren, lichtbasierte Verfahren und tröpfchenbasierte Verfahren.
- Extrusionsbasierte Verfahren: Pneumatische Systeme, Kolbenextrusion (Spritzenextrusion), Exzenterschneckenextruder, Schneckenextruder
- Lichtbasierte Verfahren: z. B. „Laser-Guided Direct Writing“, „Laser-Induced Forward Transfer“ (LIFT), Stereolithographie
- Tröpfchenbasierte Verfahren: z. B. Inkjet-Printing

Ein extrusionsbasierter Bioprinter funktioniert ähnlich wie ein auf dem FDM-Verfahren basierter 3D-Drucker. Der Extruder baut Formen aus einem Material auf, in diesem Fall kein Thermoplast wie zum Beispiel PLA oder ABS, sondern ein polymeres Gel, z. B. auf Alginat-Basis. Die Hydrogele können dabei lebenden Zellen enthalten, die direkt gedruckt werden. Vielfach werden auch Gelstrukturen gedruckt, durch verschiedene Verfahren ausgehärtet (z. B. UV-Licht oder chemische Vernetzung) und nachträglich mit lebenden Zellen besiedelt. Extrusionsbasierte Drucker sind bei Weitem die vorherrschende Technologie im Bioprinting. Pneumatische Auspressungen sind aufgrund ihrer einfachen Anwendung weit verbreitet, sind aber für Prozess- und Materialschwankungen anfällig und können keinen Materialrückzug für saubere Kanten realisieren. Auf Kolben- oder Spritzenextrusion basierende Druckköpfe weisen eine höhere Genauigkeit und Prozesskontrolle auf, nehmen aber einen größeren Bauraum ein. Auf Exzenterschnecken basierende Druckköpfe sind relativ neu im Markt, bieten aber Vorteile für niedrig- bis hochviskose Medien bei der Präzision und der Wiederholbarkeit, sowie der Prozesskontrolle. Schraubenextruder werden zwar in der Literatur für äußerst hochviskose Medien aufgeführt, haben in der Praxis aber keine Relevanz.
Bioprinter können neben den Druckköpfen für Hydrogele weitere Komponenten aufweisen. Vielfach wird eine Temperaturregulierung als essenziell betrachtet, um die Fließeigenschaften des Materials zu kontrollieren und das Überleben der Zellen sicherzustellen. Eine weitere, sich immer weiter entwickelnde Technologie stellt das Melt-Electro-Writing (MEW) dar, welches für die Erzeugung von hochpräzisen, stabilen Gerüsten eingesetzt wird. Bei der Kombination mehrerer Technologien im Bioprinting spricht man von Biofabrikation.
Stand 2019 konnten mit der Technologie einfach aufgebaute Gewebe gedruckt werden, wie etwa Muskel, Knorpel, Haut, Teile der Leber sowie Teile der Niere. Diese wurden hauptsächlich für Medikamententests hergestellt. Neuere Proofs of Concept zeigen mittlerweile auch die Fertigung freistehender Volumenkörper ohne Stützstrukturen.

## Medizinischer Einsatz
Für medizinische Zwecke sind Bioprinter (im experimentellen Bereich) seit dem Jahr 2000 bekannt. Bis heute ist es auch experimentell noch nicht möglich, aus mehreren Gewebetypen bestehende Organe zu drucken. Die Forschung geht teilweise eher in die Richtung, durch den Druckvorgang relativ grobe Zellaggregationen aufzubauen, die anschließend durch biologische Selbstorganisation zu Organen „reifen“ sollen. Ein wesentliches Problem ist zum Beispiel die Erzeugung eines funktionstüchtigen Blutgefäßsystems.
Es erscheint allerdings durchaus denkbar, dass Bioprinter bzw. damit erzeugte Organe irgendwann Spenderorgane ersetzen können. Ein Vorteil von Bioprinter-Organen ist die genaue Abstimmung auf den vorgesehenen Körper. Bei Spenderorganen muss abgewartet werden, bis ein Organ verfügbar ist, welches möglichst gut passt. Dass überhaupt ein Spenderorgan zur Verfügung steht, ist jedoch meist unwahrscheinlich. Die mehrstündige „Druckzeit“ eines künstlichen Organes kann bei akuten Unfallverletzungen eine Barriere sein. Transplantate, die mit einem normalen 3D-Drucker gedruckt werden und aus Metall oder Kunststoff bestehen, zählen nicht zum Bioprinting, da keine Zellen verwendet werden. Kleinere Knochenteile oder Zahnersatz aus Calciumphosphat werden bereits im 3D-Druckverfahren hergestellt. Üblich ist es allerdings, bei Knochen das Material von speziell gezüchteten Rindern zu verwenden.

## Synthetische Biologie
In der synthetischen Biologie könnten Bioprinter eingesetzt werden, um neuartige Lebensformen zu drucken. Ein 2012 von der Öffentlichkeit als Sensation aufgenommenes Ergebnis in der synthetischen Biologie war ein „Medusoid“, eine künstliche „Qualle“ aus Muskelzellen von Ratten und Silikon, welche schwimmen konnte. Diese wurde allerdings nicht nur durch einen Bioprinter erzeugt.

## Lebensmittelindustrie
Auch um Lebensmittel wie Fleisch zu erzeugen, könnten Bioprinter massenhaft eingesetzt werden. Die Firma Modern Meadow hat nach eigenen Angaben bereits schmackhaftes Fleisch gedruckt, welches mit geringerem Aufwand als durch Viehzucht und Schlachtung entstand. Die Firma will damit der Schlachtung ein Ende setzen. Momentan wird kein „gedrucktes“ Fleisch kommerziell angeboten, obwohl dies geschmacklich und gesundheitlich bereits möglich wäre. Professor Stampfl vom Institut für Werkstoffwissenschaft und Werkstofftechnologie der Technischen Universität Wien schätzte die Kosten eines gedruckten Stückes Fleisch 2013 auf mindestens 50.000 Euro.
Die Satire einer solchen Lebensmittelindustrie wurde im Film „Brust oder Keule“ bereits 1976 vorgestellt, in dem  Louis de Funès die Hauptrolle spielt und heimlich in eine Fabrik eindringt, in der beispielsweise Hähnchen künstlich hergestellt werden.

## Aktuelle Bioprinter
Kommerzielle Bioprinter werden heute weltweit von verschiedensten Firmen angeboten (Stand 2023). Die Preise liegen je nach Marke und Funktionalität meistens bei einer weiten Spanne von 5.000 € bis 200.000 € und mehr. In manchen Fällen ist außerdem die Umrüstung vorhandener 3D-Drucker zu Bioprintern möglich.